# Wolfgang Detel
Wolfgang Detel (* 1942) ist ein deutscher Philosoph und emeritierter Inhaber des Lehrstuhls für Antike Philosophie an der Johann-Wolfgang-Goethe-Universität Frankfurt am Main.

## Leben
Nach dem Studium der Philosophie, Philologie und Mathematik in Tübingen, Hamburg und Mannheim und Staatsexamen in klassischer Philologie und Mathematik wurde Detel in Philosophie über Platon zum Dr. phil. promoviert. Er habilitierte sich mit einer Arbeit über Pierre Gassendi. Nach seiner Lehrtätigkeit in Mannheim wurde er 1976 als Professor für Philosophie nach Hamburg berufen. Nach Gastprofessuren in Princeton, Pittsburgh, Reykjavík und an der Rutgers- und der Columbia University war er ab 1991 Inhaber des Lehrstuhls für Antike Philosophie und Wissenschaftstheorie an der Johann-Wolfgang-Goethe-Universität Frankfurt am Main.

## Werk
Detel forschte und veröffentlichte insbesondere zur antiken Philosophie bei Platon und Aristoteles und zu Grundlagen der Kritischen Theorie. Er entwickelt eine damit verbundene Perspektive zeitgenössischer Wissenschaftstheorie, unter der sich der Status und die Autonomie der Geisteswissenschaften sowie ihr Bezug auf das Humane bei Heranziehung substantieller Theorien auf neue Weise würdigen lassen.
In Detels Werk „Geist und Verstehen: Historische Grundlagen einer modernen Hermeneutik“ (2011) wird davon ausgegangen, dass eine moderne Hermeneutik als Theorie des Verstehens im begrifflichen Rahmen der gegenwärtigen Theorie des Geistes und der Semantik rekonstruiert werden kann, die sich gegenüber naturwissenschaftlichen Ansprüchen und Theorieanforderungen behauptet.

## Schriften
Monographien
- Platons Beschreibung des falschen Satzes im „Theätet“ und „Sophistes“ . Vandenhoeck & Ruprecht, Göttingen 1972.
- Scientia Rerum Natura Occultarum. Methodologische Studien zur Physik Pierre Gassendis. de Gruyter, Berlin 1978.
- Macht, Moral, Wissen. Foucault und die klassische Antike. Suhrkamp, Frankfurt am Main 1998. – Buchbesprechung von Josef Früchtl: Die Zweideutigkeit der Macht. In: Die Zeit. 37/1998.
  - Englische Übersetzung: Foucault and Classical Antiquity. Cambridge University Press, Cambridge 2005.
- Aristoteles. Reclam, Leipzig 2005, ISBN 3-379-20301-7; durchgesehene und erweiterte Ausgabe, Reclam, Stuttgart 2021, ISBN 978-3-15-019690-8 (Einführung mit hohem systematischen Anspruch, insbesondere zu Wissenschaftstheorie und Metaphysik; Kapitel zum Neoaristotelismus des 20. Jahrhunderts; erweitert um drei Kapitel: Physik und Theologie, Biologie und Psychologie sowie Rhetorik und Poetik).
- Grundkurs Philosophie. Reclam, Stuttgart 2007ff., DNB 983064717.
- Geist und Verstehen: Historische Grundlagen einer modernen Hermeneutik. Klostermann, Frankfurt am Main 2011, ISBN 978-3-465-03711-8.
- Hermeneutik der Literatur und Theorie des Geistes. Klostermann, Frankfurt am Main 2015, ISBN 978-3-465-04256-3.
- Eine schulenübergreifende Systematik der modernen Psychoanalyse. Seelenmodell, Hermeneutik, Therapie. Gießen, Psychosozial-Verlag, ISBN 978-3-8379-2723-8.
- Warum wir nichts über Gott wissen können. Meiner, Hamburg 2018 (²2021), ISBN 978-3-7873-3441-4.

Übersetzungen/Kommentare
- Aristoteles: Analytica Posteriora. Übersetzung und Kommentar von Wolfgang Detel. Akademie-Verlag, Berlin 1998, ISBN 3-05-001796-1 (mit umfangreichem Kommentar).
- Aristoteles: Analytica Posteriora. Griechisch-Deutsch. Einleitung, Übersetzung und Anmerkungen von Wolfgang Detel. Meiner, Hamburg 2011.
- Aristoteles: Metaphysik. Bücher VII und VIII. Griechisch–Deutsch. Aus dem Griechischen von Wolfgang Detel unter Mitarbeit von Jula Wildberger; Kommentar von Wolfgang Detel. Suhrkamp, Frankfurt am Main 2009, ISBN 978-3-518-27017-2.
- Aristoxenos: Elemente der Rhythmik. Theorie der musikalischen Zeit. Griechisch-Deutsch. Griechischer Text nach Paul Marquard, Einleitung, Übersetzung und Anmerkungen von Wolfgang Detel. Meiner, Hamburg 2021. ISBN 978-3-7873-4040-8.
- Aristoteles: Metaphysik. Schriften zur Ersten Philosophie. Übersetzt und herausgegeben von Franz F. Schwarz. Vollständig durchgesehen, überarbeitet und mit einem Nachwort versehen von Wolfgang Detel. Reclam, Stuttgart 2023, ISBN 978-3-15-014289-9.

Ausgewählte Artikel
- Zur Argumentationsstruktur im ersten Hauptteil von Platons Aretedialogen. In: Archiv für Geschichte der Philosophie. 55, 1973, S. 1–29.
- Die Kritik an den Definitionen im zweiten Hauptteil der platonischen Aretedialoge. In: Kant-Studien. 65, 1974, S. 122–134.
- Zwei Fallstudien zur Prüfung des Falsifikationismus. In: Zeitschrift für Allgemeine Wissenschaftstheorie. 5, 1974, S. 226–246.
- Aisthesis und Logismos. Zwei Probleme der epikureischen Methodologie. In: Archiv für Geschichte der Philosophie. 57, 1975, S. 21–35.
- War Gassendi ein Empirist? In: Studia Leibnitiana. 65, 1975, S. 178–221.
- Methode und Erkenntnisfortschritt. Kritische Bemerkungen zum Verhältnis von Wissenschaftstheorie und Wissenschaftsgeschichte. In: Zeitschrift für allgemeine Wissen-schaftstheorie. 8, 1977, S. 237–256.
- Zur Funktion des Schematismuskapitels in Kants Kritik der reinen Vernunft. In: Kant-Studien. 69, 1978, S. 17–45.
- Funktionale Erklärungen bei Marx. In: Analyse und Kritik. 1, 1979, S. 147–163.
- Erfahrungswissenschaft. In: Handwörterbuch der Wirtschaftswissenschaft. Tübingen 1982, S. 936–963.
- Griechen und Barbaren. Zu den Anfängen des abendländischen Rassismus. In: Deutsche Zeitschrift für Philosophie. 6, 1995, S. 1019–1045.
- Foucault on Power and the Will to Knowledge. In: European Journal of Philosophy. 4, 1996, S. 296–327.
- Ein wenig Sex muß sein. Zum Problem der Referenz auf die Geschlechter. In: Deutsche Zeitschrift für Philosophie. 45, 1997, S. 63–98.
- Why All Animals Have a Stomach: Demonstration and Axiomatization in Aristot-le's Parts of Animals. In: W. Kullmann, S. Föllinger (Hrsg.): Aristotelische Biologie. Stuttgart 1997, S. 63–84.
- Aristotle’s Posterior Analytics and the path to the principles. In: N. Avgelis (Hrsg.): Aristotle on Logic, Language, and Science. Thessaloniki 1998, S. 155–182.
- Aristotle on zoological explanation. In: Philosophical Topics. Band 27, 1999, S. 43–68.
- Descartes und der wissenschaftstheoretische Fundamentalismus. In: W. Niebel, A. Horn, H. Schnädelbach (Hrsg.): Descartes im Diskurs der Neuzeit. Frankfurt am Main 2000, S. 230–258.
- System und Lebenswelt bei Habermas. In: St. Müller-Dohm (Hrsg.): Das Interesse der Vernunft. Rückblick auf das Werk von Habermas. Frankfurt am Main 2000, S. 175–200.
- Social Constructivism. In: Ph. Pettit u. a. (Hrsg.): International Encyclopedia of the Social and Behavioral Sciences. Elsevier, 2001.
- Knowledge and Context. In: Philosophical Inquiries. Band 68, (2001), S.xxx
- Teleosemantik. Ein neuer Blick auf den Geist? In: Deutsche Zeitschrift für Philosophie. 49, 2001, S. 465–491.
- Haben Frösche und Sumpfmenschen Gedanken? Einige Probleme der Teleosemantik. In: Deutsche Zeitschrift für Philosophie. 49, 2001, S. 601–626.
- Scepticism and Scientific Method: The Case of Gassendi. In: Wolfgang Detel, Claus Zittel: Wissensideale und Wissenskulturen in der frühen Neuzeit. Akademie-Verlag, Berlin 2002, ISBN 3-05-003713-X, S. 259–275.
- Wahrheit und Repräsentation. In: G. Figal (Hrsg.): Interpretationen der Wahrheit. (Akten der Tagung des Engeren Kreises der Allgemeinen Gesellschaft für Philosophie in Deutschland, Tübingen 1998). Tübingen 2002, S. 182–200.
- mit B. Samson: Zum Begriff nicht-mathematischer Funktionen. In: Analyse und Kritik. 24, 2002, S. 100–129.
- Macht- und Geschlechterverhältnisse im Altertum – eine Foucaultsche Perspektive. In: Der blaue Reiter. 16, 2003, S. 23–30.
- Ordnungen des Wissens. In: A. Honneth, M. Saar (Hrsg.): Michel Foucault. Zwischenbilanz einer Rezeption. Frankfurt 2003, S. 181–191.
- Epistemische Kulturen. In: J. Fried (Hrsg.): Wissenskultur und Wissenskulturen. Berlin 2004, S. 119–132.
- Forschungen über Hirn und Geist. In: Deutsche Zeitschrift für Philosophie. 52, 2004, S. 891–920.
- A New Reading of Aristotle’s Philosophy of Science. In: M. Lutz-Bachmann, A. Fidora, P. Antolic (Hrsg.): Erkenntnis und Wissenschaft. Probleme der Epistemologie in der Philosophie des Mittelalters. Berlin 2004, S. 1–14.
- Hybrid Theories of Normativity. In: Ch. Gill (Hrsg.): Norms, Virtues, and Objectiv-ity. Oxford UP, 2005, S. 113–144.
- Logic and Philosophy of Science in Aristotle. In: M.-L-Gill, P. Pellegrin (Hrsg.): The Blackwell Companion to Ancient Philosophy. Cambridge 2006, ISBN 0-631-21061-X, S. 245–269.
- Mental Causation and the Notion of Collective Action. In: P. Stekeler-Weithofer, N. Psarros (Hrsg.): Facettes of Sociality. Frankfurt am Main 2006.
- Foucault und die Suche nach großen Strukturen. In: K. M. Bogdal, A. Geisenhanslücke (Hrsg.): Die Abwesenheit des Werkes. Nach Foucault. Heidelberg 2006, ISBN 3-935025-83-1, S. 37–52.
- Eros und Wissen in Platons Symposion. In: G. Schiemann, D. Mersch, G. Böhme (Hrsg.): Platon im nachmetaphysischen Zeitalter. Darmstadt 2006, ISBN 3-534-18259-6, S. 137–154.
- Perspektiven einer Freiheitstheorie. In: Deutsche Zeitschrift für Philosophie. 54, 2006, S. 349–374.
- Logic and Experience in Aristotle. In: A. Fidora, M. Lutz-Bachmann: Erfahrung und Beweis. Berlin 2007, S. 3–10.
- Wissenskultur. In: R. Schützeichel (Hrsg.): Handbuch Wissenssoziologie und Wissensforschung. Konstanz 2007, S. 670–679.
- Konstruktivismus. In: S. Gosepath, W. Hinsch, B. Rössler (Hrsg.): Handbuch der Politischen Philosophie und Sozialphilosophie. Band 1, Berlin 2008, S. 650–654.
- Aristoteles und die Metapher. In: K. M. Hingst, M. Liatsi (Hrsg.): Pragmata. Festschrift für Klaus Oehler. Tübingen 2008, S. 13–22.
- Foucault: Schriften zur Ethik. In: C. Kammler, R. Parr, U. J. Schneider (Hrsg.): Foucault-Handbuch. Stuttgart/ Weimar 2008, S. 129–138.